# 手島淳
手島 淳（TESHIMA, ATSUSHI てしま あつし、1963年6月20日 - ）は、岡山県津山市出身のサッカー指導者。

## 人物
1984年に大阪社会体育専門学校卒業後、神戸フットボールクラブにて、小学校高学年世代（9歳～12歳）の指導に従事したのを皮切りにサッカー指導者の道を歩み出す。1988年に西ドイツ・ケルン体育大学に留学して以後、オランダ、旧ユーゴスラビアなどでサッカーコーチングを学ぶ。
ドイツ留学中にハンス・オフト（元サッカー日本代表監督）の知遇を得る。後にオフトが日本プロサッカーリーグのジュビロ磐田、京都パープルサンガ、浦和レッドダイヤモンズで指揮を執った際には専属通訳としてベンチ入りした。
ジュビロ磐田、ジェフ千葉では育成年代、日本女子サッカーリーグ シロキFCセレーナの指導にあたる。また明海大学、名古屋学院大学のサッカー部監督や新潟県立新潟工業高等学校で臨時コーチを務めたり、横浜フリューゲルスでは当時の加茂周監督の下でズデンコ・ベルデニックと共にトップチーム、サテライトチームのアシスタントコーチを務めた。育成、グラスールーツ、女子サッカーと多岐に渡って指導経験を持つ。
2007年、2009年日本国際協力機構（JICA）と日本サッカー協会の共同事業である アジア貢献プログラムで東南アジア カンボジアサッカー連盟へ派遣される。ナショナルユースダイレクター、カンボジアU-16代表チーム 監督としてAFC U-16 Championship 2008、2010 Qualifiers、などユース世代の強化育成プログラムに尽力し、指導者養成も手掛けた。
2013年2月よりミャンマーフットボールフェデレーションの要請によりU14代表監督に就任し、AFC U-14 Championship 2014 Qualifiers ネーピード（首都）・ミャンマー。そして U-16代表監督に就任し、AFF U-16 Championship 2013 ネーピード（首都）・ミャンマー、AFC U-16 Championship 2014 Qualifiers 中国・武漢市で中国で指揮を執る。
2018年3月より 上海申梵足球倶楽部（2018 China League Two）監督、各カテゴリーチーム総監督の職務に就く。
2019年 2月より 深圳市足球倶楽部 (2019 Chinese Super League) ユースダイレクターの職務に就く。

## ライセンス
- ドイツサッカー連盟 B級ライセンス取得 1990年6月 ヘネフスポーツシューレ・西ドイツ
- アジアサッカー連盟 A級ライセンス取得 2012年3月 プノンペン・カンボジア